# سفارة النمسا في فرنسا
سفارة النمسا في فرنسا هي أرفع تمثيل دبلوماسي لدولة النمسا لدى فرنسا. تقع السفارة في باريس وهي تهدف لتعزيز المصالح النمساوية في فرنسا.

## وصلات خارجية
- الموقع الرسمي
- قائمة سفارات النمسا
- قائمة السفارات في فرنسا